# Mặc Đốn thiền vu
Mặc Đốn thiền vu (giản thể: 冒顿单于; phồn thể: 冒頓單于; bính âm: Mòdún Chányú, một số tài liệu Việt ngữ ghi là Mạo Đốn) sinh khoảng năm 234 TCN là vị thiền vu sáng lập nên Đế quốc Hung Nô sau khi sát hại cha mình vào năm 209 TCN. Ông cai trị đế quốc từ năm 209 TCN đến 174 TCN. Dưới thời cai trị của cha là Đầu Mạn, ông là một tướng quân sự.
Sau khi đã lên ngôi thiền vu, ông đã lập nên một đế quốc Hung Nô hùng mạnh bằng cách thống nhất thành công các bộ tộc trên thảo nguyên Mông Cổ và trở thành một mối đe dọa đối với nhà Hán Trung Quốc. Dưới thời cai trị của Mặc Đốn, đế quốc Hung Nô từng trải rộng trên một lãnh thổ rộng lớn và được coi là một trong những thời điểm cực đại trong lịch sử đế quốc, biên giới phía đông đến tận Liêu Hà, biên giới phía tây đến dãy núi Pamir trong khi biên giới phía bắc vươn đến hồ Baikal.

## Sự nổi lên của Hung Nô

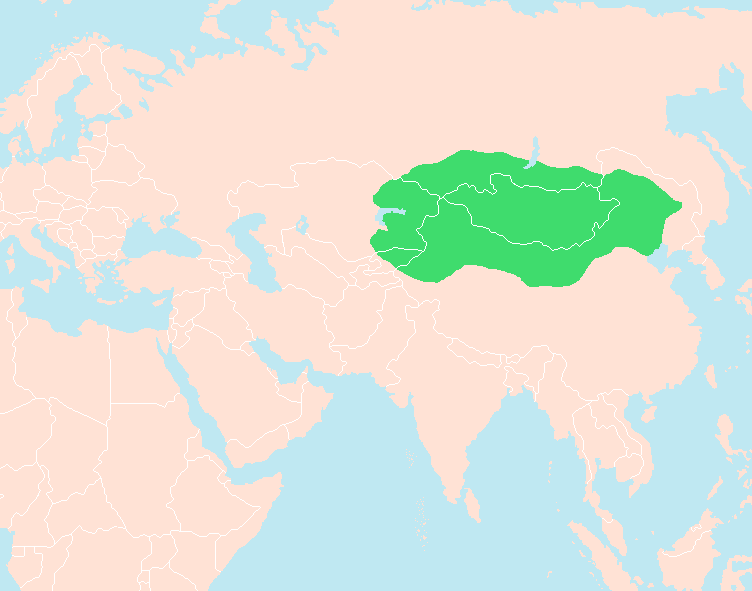
Các lãnh địa và vùng ảnh hưởng của Hung Nô khi Mặc Đốn bắt đầu cai trị.